# Marcus Atilius Regulus (consul en -227)
Pour les articles homonymes, voir Marcus Atilius Regulus et Régulus.
Marcus Atilius Regulus est un homme politique de la République romaine, à l'époque de la deuxième guerre punique.
Membre de la branche des Atilii Reguli de la gens Atilia, il est le fils de Marcus Atilius Regulus, consul en 267 et 256 av. J.-C., et le frère de Caius Atilius Regulus, consul en 225 av. J.-C.
En 227 av. J.-C., il est consul ; son collègue est Publius Valerius Flaccus.
En 217 av. J.-C., il est consul suffect, en remplacement de Caius Flaminius Nepos qui a été tué à la bataille du lac Trasimène. En 216 av. J.-C., il accompagne Varro et Lucius Aemilius Paullus, avec un autre ancien consul Cnaeus Servilius Geminus, mais il retourne à Rome à cause de sa santé et de son âge. Il échappe ainsi au massacre de l'armée romaine à la bataille de Cannes.
En 214 av. J.-C., il est censeur avec Publius Furius Philus. Durant leur censure, ils refusent, en accord avec le Sénat, de payer la rançon des sénateurs qui s'étaient rendus à la bataille de Cannes, et sanctionnent les Romains qui avaient entamé des pourparlers de paix avec Carthage après la défaite. Il est contraint de démissionner après que son collègue a été tué dans une bataille, un censeur ne pouvant continuer à exercer seul cette magistrature.